# ドミトロ・シュロフ

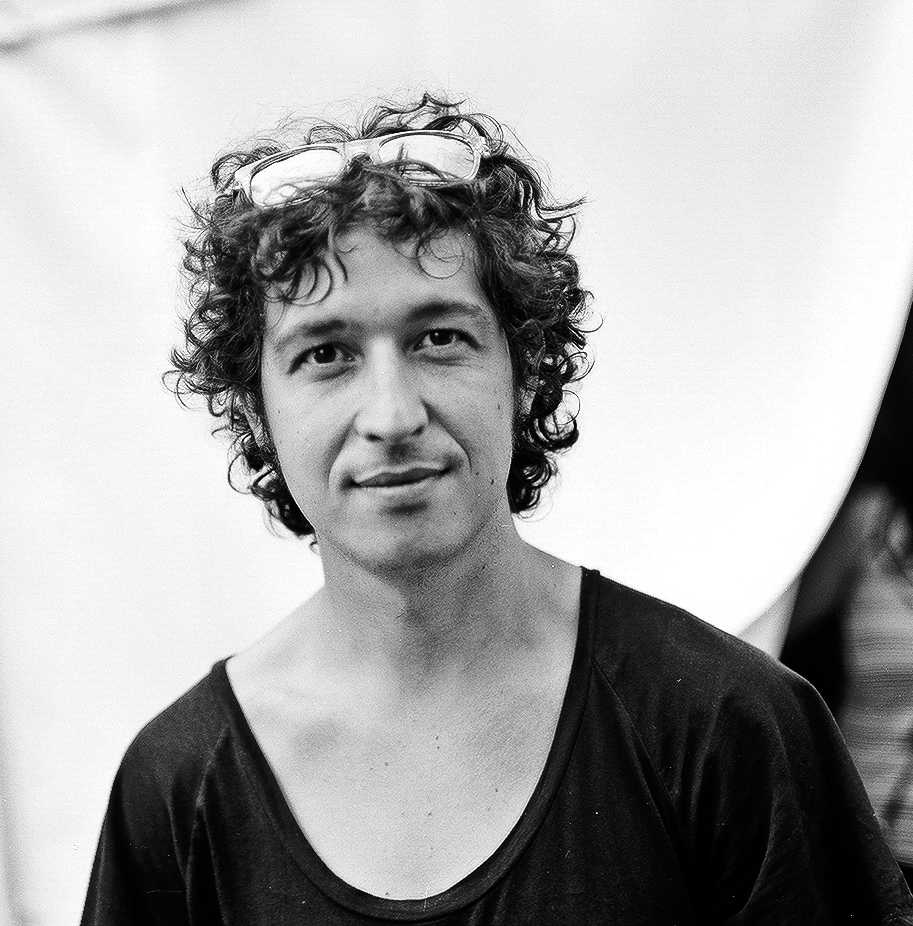
2011年のドミトロ

ドミトロ・シュロフ（Dmytro Shurov、1981年10月31日 - ）は、ウクライナのピアニスト、作曲家、シンガーソングライター。Xファクターの第8シーズン・第9シーズンの審査員も務めていた。

## 来歴

### 幼少期
1981年10月31日に、ウクライナのヴィーンヌィツャに生まれる。父は画家のイゴール、母は教師、音楽家を務めていた。4歳の頃にピアノをはじめ、後にフランスのリモージュと、アメリカ合衆国のユタ州で音楽を学ぶ。

### 青年期
2000年に、オケアン・エリズィのセッションメンバーとして参加。その後、バンドの一員となる。

### 2000年以降
2004年にバンドを脱退し、元オケアン・エリズィのメンバーであったYuriy Khustochkaと共にEsthetic Educationを結成し、参加。2008年と、2009年にはGogolfestの一環としてキエフのMoloko Music Festの共同主催者となった。

### 2010年以降
2017年にあったXファクターで、審査員を務めていたドミトロは、セルゲイの「君は知ってる」で、ギターを演奏中に破壊し、賛否両論があった。後にドミトロは舞台裏で「自分の全力を尽くした」と言えるようなものを歌ってほしいと語っている。